# Samohybný protiletadlový komplet STROP II

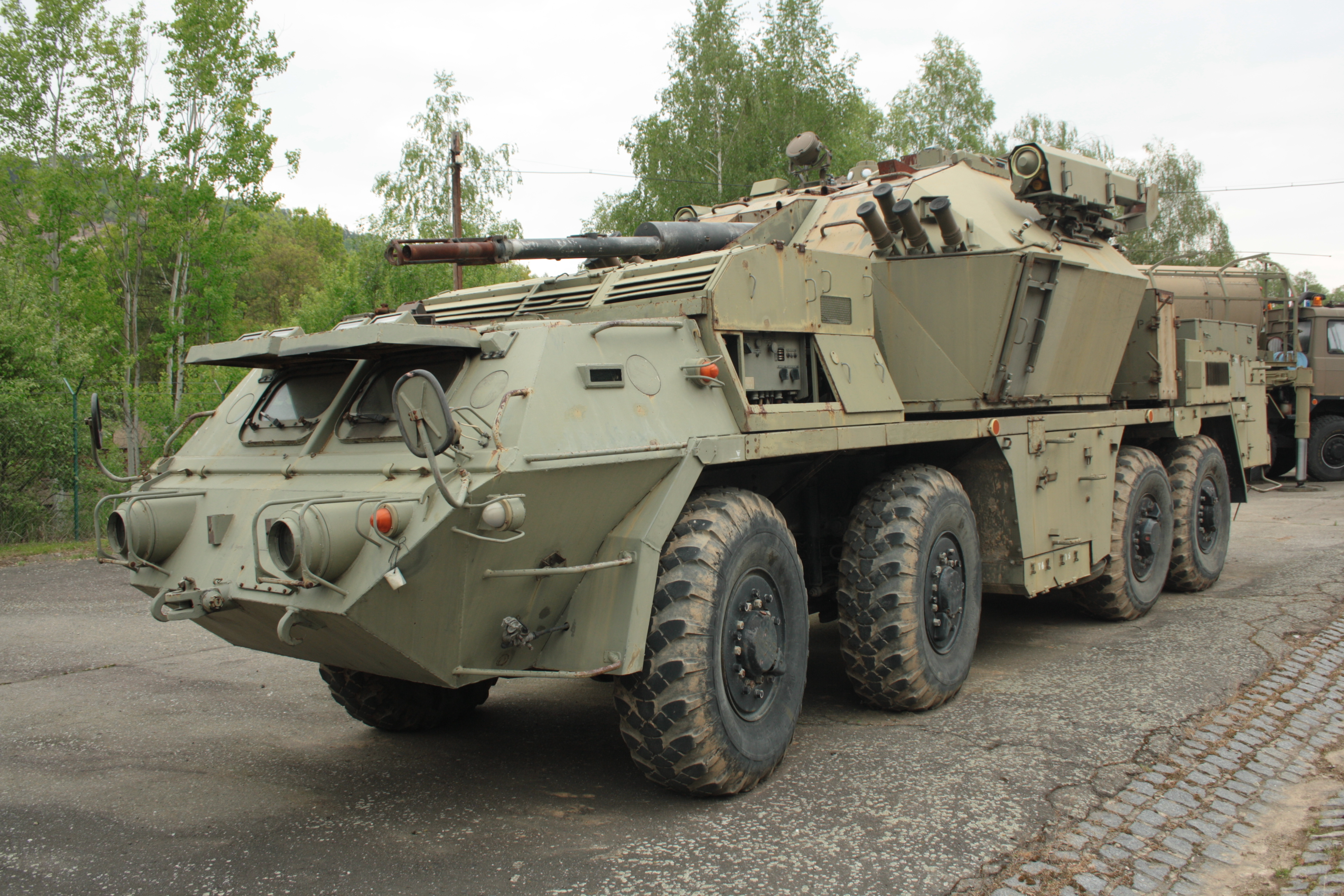
Protiletadlový komplet STROP II v Lešanech

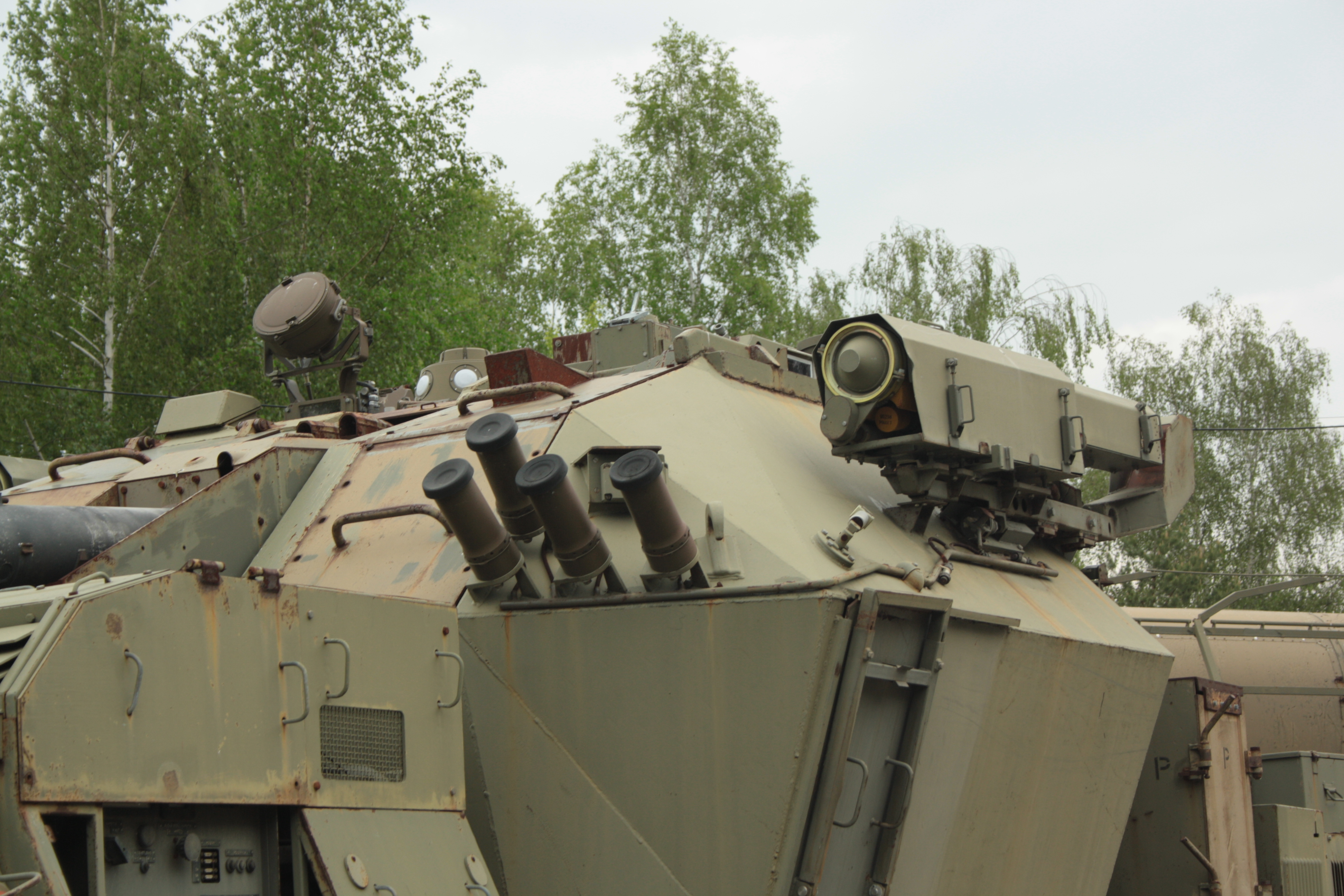
STROP II, detail věže

Samohybný protiletadlový komplet STROP II je československá protiletadlová zbraň. Spojení výhod protiletadlových kanónových a raketových prostředků jej řadí do kategorie tzv. hybridních kompletů. Komplet vyvíjený od roku 1987 a dokončený v roce 1996 Výzkumným a zkušebním ústavem pozemního vojska AČR ve Vyškově nebyl zaveden do výzbroje a zůstal jen ve stádiu prototypu.

## Vývoj
Československá lidová armáda byla na počátku 80. let vyzbrojena zastarávajícími samohybnými protiletadlovými dvojkanóny vz. 53/59 Ještěrka. Zahájila proto program Promet, na kterém chtěla spolupracovat s Polskem a jehož výsledkem měl být nový samohybný protiletadlový kanón pro ochranu pozemních vojsk. Kvůli politické nestabilitě Polska se pak ČSSR rozhodla novou zbraň vyvinout samostatně pod novým názvem STROP. Zvažovala se modernizace Ještěrky či vývoj systému s novým kanónem domácího původu, ale posléze byla upřednostněna sovětská 30mm dvouhlavňová zbraň 2A38. Klíčový prvek kompletu měla tvořit nová soustava řízení palby, sestávající z přístrojů PRUS I a II (pasivní radiolokační úhloměrný systém) a optické složky (obsahovala laserový dálkoměr, televizní kameru a optický zaměřovač). Testování těchto zařízení mělo probíhat na zkušebním vzorku jménem STROP I, jenž využíval podvozek z pásového bojového vozidla pěchoty BVP-1 a zbraňovou část Ještěrky (včetně dvojice jejích 30mm kanónů). Tento prostředek byl zhotoven v roce 1982 a následovaly zkoušky systému řízení palby.
Testy dopadly dobře, a tak dostal zelenou vývoj sériové podoby, označované STROP II. Hlavními řešiteli byly vojenské výzkumné ústavy ze Slavičína, Prahy a Brna, posléze se však celé řešení přeneslo do Konštrukty Trenčín. Vedle toho se na projektu podílely rovněž podniky Tesla z Pardubic, Kolína a Oravy, dále přerovská Meopta a jiné, mezi nimiž měla zvláštní roli kopřivnická Tatra. Sériová podoba, jejíž vývoj se rozběhl počátkem roku 1986, měla totiž využít výkonný osmikolový podvozek T815 převzatý ze 152mm samohybné houfnice vz. 77 DANA. To sice na jednu stranu slibovalo zjednodušení logistiky ve službě, ale během vývoje to přineslo i problémy, týkající se zejména mechanismů pro rychlý a přesný pohyb těžké a rozměrné věže.
Prototyp vozidla byl vyroben až po roce 1989 a po rozdělení Československa ve vývoji pokračovalo také Slovensko, které upravilo STROP II do verze zvané BRAMS, jež měla jinou soustavu řízení palby a místo raket Strela-2M dostala čtveřici modernějších střel Igla. Vývoj tohoto prostředku byl úspěšně dokončen, avšak slovenská armáda si jej neobjednala. V Česku vznikl návrh STYX, který také počítal s podvozkem Tatra, měl však nést švýcarskou věž s 35mm kanonem značky Oerlikon. STYX ovšem nepřekročil stádium modelu.

## Technický popis
V rozměrné věži byl jako hlavní výzbroj STROPu II umístěn sovětský 30mm kanón 2A38 (jeho nejznámější aplikaci představuje montáž dvou kusů na protivzdušném prostředku 9K22 Tunguska) s kadencí až 2400 ran za minutu; k dispozici bylo 1300 nábojů v pěti schránkách po 260 kusech, z nichž dvě byly připraveny k okamžitému použití. Kanón měl účinný dostřel do 4000 m. Vedle toho měl STROP II rovněž kulomet PKT ráže 7,62 mm s rychlostí palby až 800 ran za minutu a zásobou 2000 nábojů. Na věži se též nacházela dvojice lehkých (původně přenosných) protivzdušných raket 9K32 Strela-2M s tepelným naváděním a doletem 4200 m.

## Dochované exempláře
Prototyp se zachoval a je možné si jej prohlédnout v expozici Vojenského technického muzea v Lešanech.